# Ilario Altobelli
Ilario Altobelli (* 1560 in Treia (Marken); † 31. Oktober 1637 ebenda), latinisiert Hilarius Altobellus, war ein italienischer Astronom und Theologe.

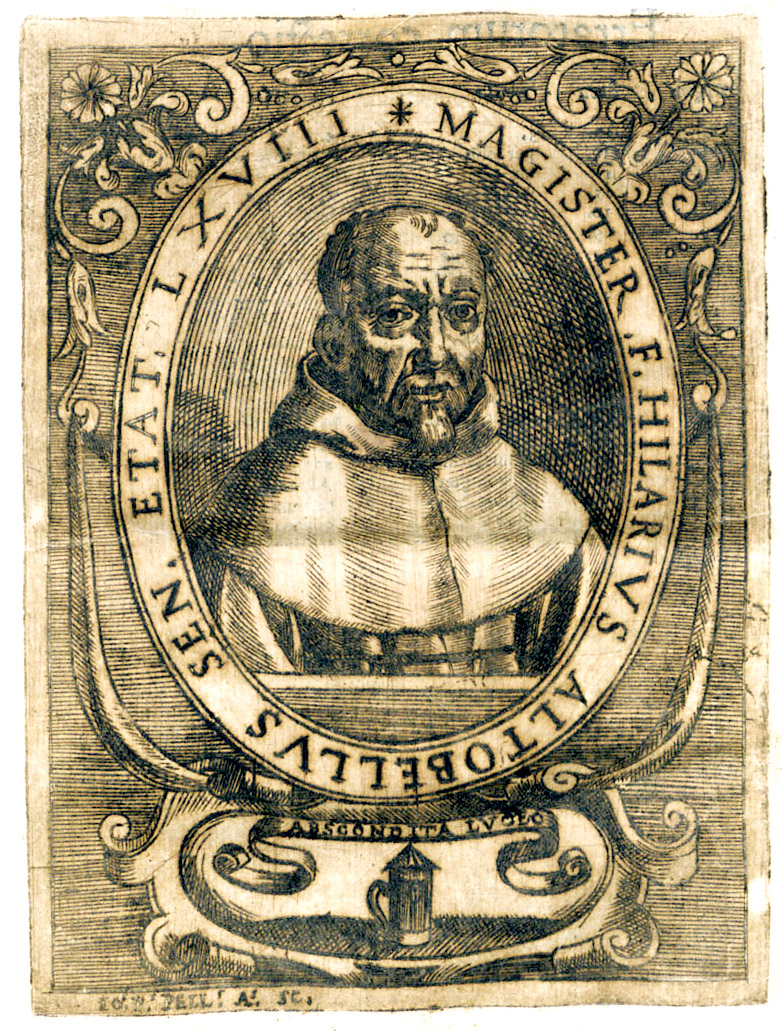
Ilario Altobelli

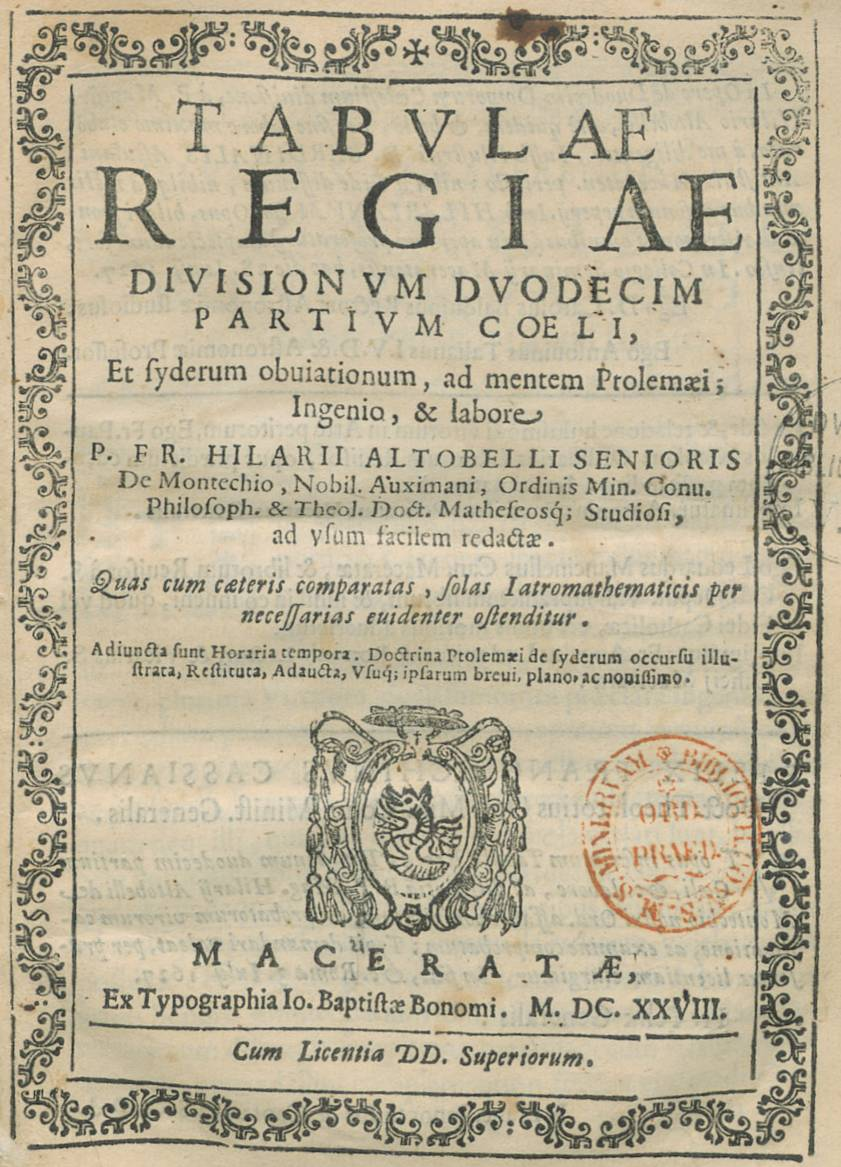
Tabulae regiae divisionum duodecim partium coeli, Frontispiz

## Leben
Ilario Altobelli wurde im Juni oder Juli des Jahres 1560 in Montechio, das heutige Treia in den Marken, geboren. 1575 trat er dem Franziskanerorden bei und wurde 1585 zum Priester geweiht. Ab 1587 studierte er am Collegio San Bonaventura in Rom und erwarb seinen Abschluss in Theologie am 8. Dezember 1591 in der Provinzhauptstadt Fermo.
Altobelli war früh mit Lehrtätigkeiten und pastoralen Aufgaben des Ordens betraut, später auch als Chronist. Er wirkte vor allem in Fermo, Ancona und Verona. Er beschäftigte sich mit Mathematik und Astronomie und korrespondierte mit Galilei. Er interessierte sich für wissenschaftliche Instrumente und konstruierte auch eigene wie Astrolabien oder Quadranten.
Ab 1604 war Altobelli leitender Mathematiker und Astronom in Verona. Er gehörte zu den ersten Beobachtern des „neuen Sterns“, der heute SN 1604 oder auch Keplers Supernova genannt wird, den er am 9. Oktober 1604 anlässlich einer Untersuchung der Konjunktion von Jupiter und Mars entdeckte, worüber er umgehend Galilei berichtete.
Er nahm begeistert Galileis Thesen auf, besonders Galileis Sidereus Nuncius 1610. In der Frage der Weltmodelle schien Altobelli für das tychonische Weltmodell zu optieren, dessen Geometrie seiner Meinung nach am besten zu den Daten und Berechnungen passte.
Altobelli verstarb am 31. Oktober 1637 und wurde in der Kirche San Francesco in Treia beigesetzt.

## Werke
- De occultatione stellae Martis, 1615 (verloren, zitiert von Giovanni Santini)
- Nova doctrina contra opinionem Aristotelis circa generationem cometarum, 1627 (gegen das aristotelische Weltbild)
- Tabulae Regiae divisionum duodecim partium coeli, et siderum obviationum, ad mentem Ptolemaei; ingenio, & labore P. Fr. Hilarii Altobelli senioris de Montechio, 1628
- Demonstratio ostendens artem dirigendi, et domificandi Ioannis de Monte Regio non concordare cum doctrina Ptolemaei, 1629 (Eine Auseinandersetzung mit Regiomontanus)
- De numero annorum mundi coniectatio ex Divinis Litteris et SS. Patribus deducta, 1635 (Eine Abhandlung über das Weltalter auf Basis des Alten Testaments)[4]